# 刘易斯顿 (缅因州)
刘易斯顿（英語：Lewiston）是美国缅因州安德羅斯科金縣的一座城市，位於安德羅斯科金河東岸，對岸為縣治奧本，是該州第二大城市。劉易斯頓的法語人口為州内最大宗，約有15%的當地人都會說法語。